# Take Sides
Take Sides es un casete compilatorio de la banda Sneaky Feelings, lanzado en 1985 por Flying Nun Records.

## Lista de canciones[3]
Lado A
1. Not To Take Sides
2. Wouldn't Cry
3. Stranger Again
4. The Stranger And Conflicting Feelings Of Separation And Betrayal
5. Throwing Stones

Lado B
1. Someone Else's Eyes
2. Everything I Want
3. Waiting For The Touchdown
4. Major Barbara
5. Won't Change
6. Husband House

## Personal
- Kat Tyrie - bajo, sintetizador
- Martin Durrant - batería, voz, piano, sintetizador, percusión
- Matthew Bannister - guitarra, voz, órgano, piano, sintetizador, percusión
- David Pine - guitarra, voz, percusión
- John Kelcher - bajo, sintetizador, voz, piano